# In the Garden (Eurythmics)
In the Garden è l'album di debutto del gruppo musicale britannico Eurythmics, pubblicato nel 1981.

## Tracce
1. English Summer – 4:02 (Lennox, Pomphrey, Stewart)
2. Belinda – 3:58 (Lennox, Stewart)
3. Take Me to Your Heart – 3:35 (Lennox, Stewart)
4. She's Invisible Now – 3:30 (Lennox, Stewart)
5. Your Time Will Come – 4:34 (Lennox, Stewart)
6. Caveman Head – 3:59 (Lennox, Pomphrey, Stewart)
7. Never Gonna Cry Again – 3:05 (Lennox, Stewart)
8. All the Young (People of Today) – 4:14 (Lennox, Stewart)
9. Sing-Sing – 4:05 (Lennox, Stewart)
10. Revenge – 4:31 (Lennox, Stewart)

### Tracce bonus dell'edizione 2005
1. Le Sinistre – 2:44
2. Heartbeat Heartbeat – 2:02
3. Never Gonna Cry Again (Live, 1981) – 4:36
4. 4/4 in Leather (Live, 1981) – 3:05
5. Take Me to Your Heart (Live, 1981) – 4:57

## Formazione
- Annie Lennox - voce, flauto, percussioni, sintetizzatore, tastiere
- Dave Stewart - basso, sintetizzatore, tastiere, cori
- Clem Burke - batteria (tracce 1, 4-6, 9-10)
- Jaki Liebezeit - batteria (tracce 3, 7-8)
- Robert Görl - batteria (traccia 2)
- Roger Pomphrey - chitarra (tracce 1, 5, 9)
- Hölgar Czukay - archi thailandesi (traccia 5), corno francese (tracce 2, 7), ottone (traccia 5)
- Jaki Liebezeit - ottone (traccia 5)
- Markus Stockhausen - ottone (traccia 5)
- Timothy Wheater - sassofono (traccia 7)